# Rosso (Raffaella Carrà)
Rosso è una canzone scritta da Gianni Boncompagni, Giancarlo Magalli (testo) e Franco Bracardi (musica), per Raffaella Carrà, che nel 1984 la inserisce nell'album Bolero per l'etichetta Compagnia Generale del Disco.
Viene ripresa da Boncompagni nel 1993, che la fece incidere a Francesca Gollini, una delle "ragazze" partecipanti allo storico programma da lui diretto Non è la Rai, che cantava con la propria voce. In questa versione, inclusa nella compilation Non è la Rai pubblicata nel gennaio 1993 dalla RTI Music, la canzone ottiene un buon successo e Mina chiese a Boncompagni il permesso di eseguirne una cover da inserire nel suo album Canarino mannaro pubblicato nel 1994 su etichetta PDU.
Inoltre, la canzone è stata reinterpretata nel 1995 sempre nel programma Non è la Rai, questa volta da Maria Teresa Mattei, doppiata da Marina De Sanctis. Questa versione tuttavia non è stata incisa su alcun supporto.
Nel 2007 balza agli onori della cronaca poiché la canzone Amore e mistero del concorrente Federico Angelucci di Amici di Maria De Filippi risulta essere un plagio di Rosso, smascherato dai social media nelle coincidenze con la versione di Francesca Gollini.
Nella prima puntata della seconda edizione del programma televisivo The Voice of Italy, andata in onda il 12 marzo 2014 su Rai 2, il giovane Simone Di Benedetto presenta alle "Blind Auditions" una cover rock del brano, con un successo immediato, successivamente diventato virale. La Carrà, che è tra i coach/giudici di quell'edizione, sceglie il ragazzo, che a sua volta accetta di entrare nella sua squadra. Nella circostanza Raffaella dichiara di aver avuto in passato l'idea di voler realizzare una cover della canzone in quel genere musicale, ma di essere stata dissuasa dai discografici.
Nel 2018 la Carrà incide una nuova versione del brano, rinominato Rosso Rock, per la Deluxe Edition del suo album Ogni volta che è Natale.